# Articuli
Articuli je knjiga o temeljih protestantske veroizpovedi, ki jo je leta 1562 izdal Primož Trubar. Je priredba Augsburške veroizpovedi, dopolnjene z Apologijo Augsburške veroizpovedi ter Saško in Württemberško veroizpovedjo. Prva je bila leta 1530 predložena rimskemu cesarju Karlu V. in drugi dve leta 1552 predloženi koncilu v Tridentu. Razloge za nastanek Articulov Primož Trubar navaja v uvodnem delu. Zapisal je, da je treba ljudem pravilno in razumljivo podajati božjo besedo in evangelije, pridigati o postavi in zapovedih ter pravilno deliti zakramente.

## Vsebina
Obravnavane teme:
1. Ta pervi articul od S. Troyce.
2. Od erboviga oli porodniga greha.
3. Zakai ie Cristus človik postal, martro terpil.
4. Ta evangeli pridiguie to pokuro inu odpusčane tih grehov.
5. Ta evangeli se ima vsem ludem pridigati, skuzi nega se dobi ta Duh, prava vera.
6. Dobra della imaio po tei veri poiti inu aku glih nr do popolnoms, vini Bogu dopado.
7. Od kersčanske cerkve.
8. V ti cerqvi so hudi inu dobri.
9. Od kersta.
10. Od večerie Cristuseve.
11. Od izpuvidi.
12. Od pokure.
13. Od nuca inu prida tih zacramentov.
14. Od poklycane inu žegnovane h timu pridigarstvu.
15. Od ceremoniev inu človeskih postav.
16. Od deželske gosposčine inu nee regimenta.
17. Od sodniga dne.
18. Od človeske suie, slobodne, fraii vole.
19. Od koga ie greh prišal.
20. Od vere inu dobrih del.
21. Od vere suseb.
22. Od dobrih inu od pravih Božyh službi.
23. Od česčena tih svet/n/ikov.
24. Ty evangeliski vyudi, meista inu pridigarii so tei falš, krivi veri zubper.
25. Od te maše.
26. Od celiga zacramenta tiga altarie.
27. Od postuv, prepovedane nakatere špendie inu špyže.
28. Od zakona tih faryev.
29. Od clošterskih zalub inu oblub.
30. Od oblasti tih šcoffov inu papežov.
31. Od conciliev inu nih oblasti.
32. Od Svetiga pisma.
33. Od pisma tih starih vučenikov.
34. Od spomina inu prošne za mertve.
35. Od tih vyc.
36. Od žegnane vode inu zelisčev.